# Wildalpen
Wildalpen là một đô thị thuộc huyện Liezen bang Steiermark, nước Áo. Đô thị Wildalpen có diện tích 203,08 km², dân số thời điểm cuối năm 2008 là 578 người.